# Yorkshire Killer
Yorkshire Killer ist ein britischer Krimi-Dreiteiler über die Jagd nach dem mysteriösen Yorkshire Ripper aus dem Jahre 2009. Regie führten Julian Jarrold, James Marsh und Anand Tucker. Die Trilogie beruht sehr lose auf der wirklichen Suche der Ermittlungsbehörden nach Peter Sutcliffe.
Vorlage für das Drehbuch von Tony Grisoni waren die vier Romane des Red Riding Quartet von David Peace. Die Filme produzierte Andrew Eaton für Channel 4.
Die Hauptrolle übernahmen: in Teil eins Andrew Garfield, in Teil zwei Paddy Considine, in Teil drei David Morrissey und Mark Addy. Daneben sind Warren Clarke, Sean Bean und Peter Mullan zu sehen.

## Handlung

### 1974
Der neue Polizeikorrespondent der Yorkshire Post, der Junggeselle Eddie Dunford, kommt der Aufklärung der vielleicht wahnhaft-religiös motivierten Kindermorde einer undurchdringlichen Verschwörung, die bis in die höchsten Ränge von Wirtschaft, Presse, Politik und Polizeiverwaltung reicht, gefährlich nahe. Korrupte und an der Verschwörung beteiligte Polizisten lenken den Verdacht auf Zigeuner, die auf einem Baugrund siedeln, auf dem der ebenfalls korrupte Immobilienmakler John Dawson eine Shopping Mall errichten will, und brennen in Dawsons Auftrag in einer Nacht-und-Nebel-Aktion das Zigeunerlager nieder.
Ein Kollege und Freund Dunfords kommt der Verschwörung auf die Spur und wird durch einen arrangierten Verkehrsunfall ermordet. Dunfords Freundin, Mutter eines der Opfer, die zu Dawson eine sexuelle Beziehungen unterhält, bringt Dunford auf die Spur, dass Dawson an den Kindermorden beteiligt sein könnte. Als Dunford ihr vorschlägt gemeinsam aus Yorkshire in den Süden zu fliehen, wird sie ebenfalls ermordet. Dunford, der noch nichts von ihrem Tod ahnt, sie aber in ihrem Haus nicht antreffen kann, fährt zu einer Party von Dawson, um diesen zur Rede zu stellen. Zu den illustren Gästen der Party zählt neben seinem Chef bei der Zeitung, auch der Polizeichef von Yorkshire. Als die Situation eskaliert, werfen Bodyguards Dunford aus dem Haus und schaffen ihn in einen Lieferwagen. Als er wieder zu sich kommt, befindet er sich in einem Kellerverlies, wo ihn zwei in die Verschwörung verwickelte Polizisten grausam misshandeln. Anschließend wird er mit einem Lieferwagen aus Yorkshire herausgefahren und auf einer einsamen Landstraße von der Ladefläche geworfen. Kurz zuvor steckt ihm einer seiner Peiniger noch eine geladene Waffe zu. 
Dunford bleibt verletzt auf der Straße zurück, fährt aber einige Zeit später wieder zurück in den Ort, um im Nachtclub des Baulöwen zunächst mehrere seiner Leibwächter und anschließend John Dawson selbst zu erschießen, den er für den Mörder der Kinder hält. Nachdem er den Nachtclub verlassen hat, verfolgt ihn wenig später die Polizei. In der Schlussszene wendet Dunford seinen Fluchtwagen und fährt in die entgegenkommenden Polizeiwagen, um sich zu töten (im Abspann).

### 1980
Peter Hunter wird auf Druck der Öffentlichkeit als externer Ermittler zur West Yorkshire Police abberufen zu Lasten des älteren Bill Molloy, der im Fernsehen einen Nervenzusammenbruch hatte. Hunter war einst mit den Ermittlungen um das von Dunford verursachte Massaker befasst, das noch der Aufklärung harrt. Der integre Kriminalbeamte möchte, mit allen Vollmachten ausgestattet, die Beweislage neu aufrollen und wühlt viel Schmutz auf. Viele Ermittler sind nach der jahrelangen Fahndung ausgebrannt oder traumatisiert. Bei den Behörden gehen immer noch säckeweise anonyme Hinweise ein, Pressekonferenzen enden im Tumult. Die Zuordnung eines einzelnen Mordes scheint schwierig, möglicherweise handelt es sich um einen Trittbrettfahrer. Die Ereignisse unmittelbar nach Dunfords Amoklauf werden klar. Eine frühere Affäre des kinderlos verheirateten Hunter mit einer in die Ermittlungen eingebundenen Kollegin kommt ihm in die Quere. Sein Haus wird angezündet und brennt nieder, er wird denunziert und beurlaubt. Schließlich locken ihn die Täter in eine Falle, der er nicht entkommt.

### 1983
Der seit Anbeginn mit den Ermittlungen betraute Beamte Maurice Jobson (bekannt schon seit Episode eins) rückt in den Mittelpunkt und neben ihm der einheimische Anwalt John Piggott. Der geistig zurückgebliebene vermeintliche Täter wurde anscheinend zu seinem Geständnis genötigt und schlecht verteidigt. Jobson verliebt sich in ein Medium, das zu den Ereignissen gehört wurde. Reverend Laws aus der Kohlestadt Fitzwilliam rückt ins Zentrum der Recherchen; Dunford wurde damals Opfer eines Verkehrsunfalls. Jobson sieht sich gezwungen, die Wahl seiner Methoden zu überdenken. Piggots Vater, der mit dem Täter befreundet war, starb durch Suizid. Piggot wird niedergeschlagen und fällt in einen unterirdischen Verschlag. Der Stricher BJ (auch seit Teil eins dabei) versucht Rev. Laws zu erschießen, um dem Morden ein Ende zu setzen, schafft es jedoch nicht. Der hinzukommende Jobson tötet Laws schließlich. Piggot erinnert sich in seinem Verlies daran, dass er als Kind eine der Taten beobachten konnte. Er wird von Jobson aus dem Kellergewölbe befreit und es gelingt ihm, die kleine Hazel Atkins von dort lebendig zu bergen. BJ flüchtet mit dem Zug in den Süden.

## Kritik
„[…] Es sind […] drei Filme von drei verschiedenen Regisseuren geworden, wie man sie im Fernsehen nicht oft erlebt. Einander überlappende Erzählungen, Handlungsfäden, die sich gelegentlich mal kreuzen, Bilder voller Gewalt und Grausamkeit.“

„Das Fernsehjahr beginnt mit einem absoluten Highlight [...] ein verstörendes Epos von Gewalt und Verschwörung. [...] eine Trilogie, die mindestens so viel Spannung aus ihren ästhetischen Gegenüberstellungen wie aus ihrem Plot bezieht.“